# Równina Bielska
Równina Bielska (także: Wysoczyzna Bielska, 843.37) – mezoregion we wschodniej Polsce, część Niziny Północnopodlaskiej. Sąsiaduje z Doliną Górnej Narwi, Wysoczyzną Drohiczyńską i Wysoczyzną Wysokomazowiecką, a na Białorusi – z Przedpolesiem Zachodnim. Zajmuje powierzchnię ok. 2800 km².
Falistą powierzchnię równiny urozmaicają wzgórza kemowe związane z recesją zlodowacenia warciańskiego. Przez równinę przebiega dział wód Narwi (Narewki i Orlanki) oraz Bugu (Leśnej i Nurca). Jest to kraina przeważnie rolnicza, choć gleby nie są zbyt urodzajne.
Kraina ta posiada w znacznym stopniu zachowane w stanie naturalnym środowisko przyrodnicze, o wysokich i unikatowych walorach w skali kraju i Europy – głównie duże kompleksy naturalnych lasów oraz jeziora i bagienne doliny rzek o cennej i różnorodnej roślinności. Obszary te odznaczają się najwyższym stopniem naturalności szaty roślinnej oraz najwyższą bioróżnorodnością. We wschodniej części regionu występuje duży kompleks leśny Puszczy Białowieskiej. W środkowej części puszczy utworzono Białowieski Park Narodowy.
O wysokim potencjale biotycznym tego obszaru świadczy bogactwo fauny i flory oraz występowanie licznych chronionych i rzadkich gatunków roślin i zwierząt oraz obszarów określanych statusem ochrony. Wysoki stopień naturalności wynika również z samej struktury użytkowania gruntów, w której dominują obszary uznane za biologicznie aktywne, tj. łąki, pastwiska, lasy, zadrzewienia, wody i nieużytki bagienne. Ponadto obszar charakteryzuje się stosunkowo czystym powietrzem atmosferycznym i niewielkim zanieczyszczeniem środowiska.
Głównym miastem całego regionu jest Bielsk Podlaski.